# Naanikai
Naanikai är en del av en ö i Kiribati.   Den ligger i örådet Tarawa och ögruppen Gilbertöarna, i den södra delen av landet, 2 km öster om huvudstaden Tarawa. Arean är 0,12 kvadratkilometer.
Terrängen på Naanikai är mycket platt. Den sträcker sig 0,4 kilometer i nord-sydlig riktning, och 0,7 kilometer i öst-västlig riktning.
Följande samhällen finns på Naanikai:
- Nanikai Village